# Myles Brundidge
Myles Brundidge (* 1. Juni 1960 in Wisconsin Rapids) ist ein US-amerikanischer Curler. Curling ist eine Variante des Eisstockschießens. 
Sein internationales Debüt hatte Brundidge im Jahr 1995 bei der Curling-Weltmeisterschaft in Brandon (Kanada), er blieb jedoch ohne Medaille. 
Auf der Position des „Second“ spielte Brundidge für die US-amerikanische Mannschaft bei den 18. Olympischen Winterspielen in Japan und den
19. Olympischen Winterspielen in den USA. Die Mannschaft belegte 1998 den vierten Platz und 2002 den siebten Platz.